# Les Beatles à Hambourg
 (mai 2017).

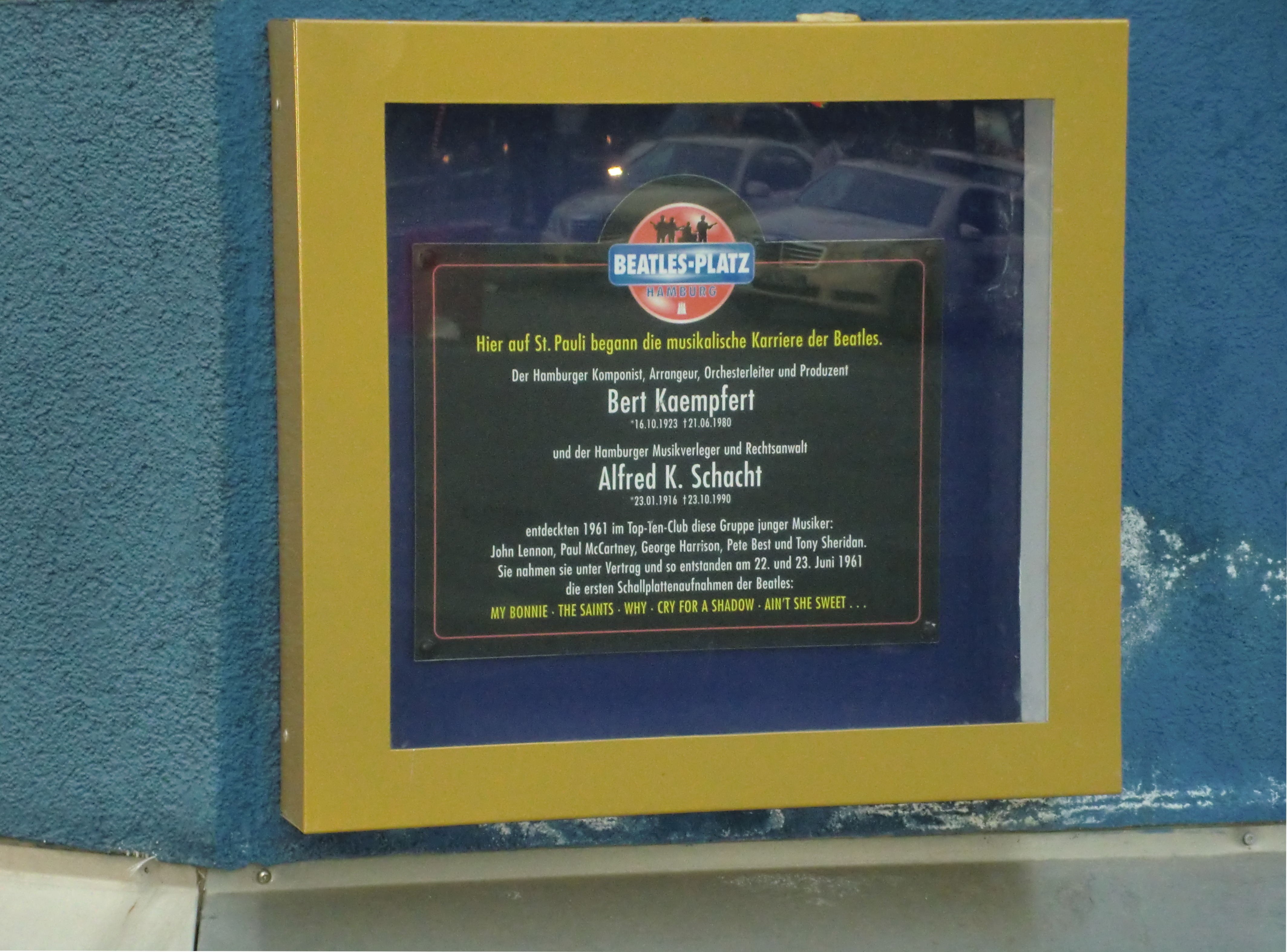
Plaque commémorative Beatles Platz - Hambourg

Les Beatles se sont régulièrement produits dans différents clubs de Hambourg dans le Nord de l'Allemagne de l'Ouest lors de cinq voyages durant la période allant du mois d'août 1960 au mois de décembre 1962.  C'est un chapitre dans l'histoire du groupe qui a été l'occasion d'améliorer leurs compétences musicales sur scène, d'élargir leur réputation et les a  conduits à leur premier enregistrement qui les a fait découvrir par Brian Epstein.
Lors des deux premiers séjours, le groupe était constitué de John Lennon, Paul McCartney, George Harrison, Stuart Sutcliffe et Pete Best. Sutcliffe décida de reprendre sa carrière de peintre et quitte le groupe pour demeurer à Hambourg avec sa fiancée Astrid Kirchherr. Le quatuor revient à Hambourg où ils apprennent la mort de leur ancien bassiste quelques jours plus tôt. Lors des deux derniers séjours, Ringo Starr est le nouveau batteur du groupe. Ce dernier s'y était aussi produit avec son groupe Rory Storm and the Hurricanes ou accompagnant Tony Sheridan.